# 大鶴任彦
大鶴 任彦（おおつる ただひこ、1972年〈昭和47年〉- ）は、日本の医師（整形外科）。学位は医学博士（東京女子医科大学）。日本股関節学会の学術評議員を務めており、股関節、膝関節を始めとする下肢関節疾患に関する医学論文・学会発表を、国内外で数多く手がける。現在医療法人社団瑞芳会石垣内科医院 おおつる整形外科医院 院長、東京女子医科大学病院 整形外科 非常勤講師。

## 執筆論文（筆頭著者）
- 2000年 - 群馬医学「透析導入２年後に発症し外科的切除に至った多発性異所性石灰化の一例」
- 2008年 - 関東整形災害外科学会雑誌「長期血液透析患者に発生した両側大腿骨頸部insufficiency fructureの1治験例[3]」
- 2009年 - 整形・災害外科 Vol.52「Cairdの予測因子を用いた小児化膿性股関節炎および単純性股関節炎の検討[4]」
- 2010年 - 別冊整形外科57「単純性股関節炎の臨床像およびCairdの予測因子を用いた小児化膿性股関節炎との鑑別[5]」
- 2010年 - 別冊整形外科57「難治性化膿性股関節炎に対する筋皮弁移植術[6]」
- 2010年 - 別冊整形外科57「股関節滑膜性骨軟骨腫症に対するsurgical dislocation法を用いた腫瘍摘出術[7]」
- 2010年 - 整形・災害外科 Vol.53「特発性大腿骨頭壊死症に対するセメントレスbipolar型人工骨頭置換術の長期成績」
- 2011年 - 関東整形災害外科学会雑誌 Vol.42「20°elevate linerの使用が主因で頻回脱臼を生じ再置換に至った人工股関節全置換術の1例[8]」
- 2012年 - 整形・災害外科Vol.55「単純性股関節炎からペルテス病に進展したと推察された１例[9]」
- 2012年 - Hip Joint Vol.38「成人化膿性股関節炎における慢性化の要因と筋皮弁移植術の有用性[10]」
- 2012年 - 整形外科Vol.63「単純性股関節炎－臨床像、化膿性股関節炎との鑑別、歩行能力別の病態検討[11]」
- 2012年 - 日本人工関節学会雑誌 第42巻「特発性大腿骨頭壊死症に対するセメントレスbipolar型人工骨頭置換術の術後平均15年成績と手術方法の検討」
- 2013年 - Hip Joint Vol.39「第3世代metal-on-metal THA症例における血清中金属イオン濃度とコンポーネント設置角度，活動性, 患者背景因子の関係」
- 2014年 - 整形・災害外科 Vol.57「生体腎移植後に発症した両側大腿骨頭軟骨下脆弱性骨折の1例」
- 2014年 - 別冊整形外科 人工関節置換術－最新の知見 Vol.65「第三世代metal-on-metal 人工股関節全置換術における血清中金属イオン濃度とコンポーネント設置角度、活動性、患者背景因子の関係」
- 2014年 - Hip Joint Vol.14「生体腎移植270症例の大腿骨頭・膝骨壊死の発生率－両股・両膝MRIを用いた前向き研究」
- 2015年 - 整形・災害外科 Vol.58「メタルオンメタルTHAにおける血清中金属イオン濃度に関する前向き研究[12]」
- 2015年 - 東日本整形災害外科学会雑誌 27巻1号「感染性人工股関節の治療と工夫―カスタムメイド人工骨頭型抗菌薬含有セメントの使用経験―[13]」
- 2015年 - Case Reports in Orthopedics「Atraumatic Anterior Dislocation of the Hip Joint.[14]」
- 2016年 - 整形・災害外科 Vol.59「トモシンセシスを用いた臼蓋前方被覆計測の有用性の計測方法－False Profile像との比較－[15]」
- 2016年 - Hip International「Risk assessment and usefulness of musculocutaneous flap transposition for recurrent septic arthritis of the hip in adults.[16]」
- 2016年 - Case Reports in Orthopedics「Case of Legg-Calvé-Perthes Disease due to Transient Synovitis of the Hip.[17]」
- 2017年 - Hip International「Usefulness of measuring acetabular anterior coverage using a tomosynthesis imaging system.[18]」
- 2017年 - Journal of Orthopaedic Science「Bilateral subchondral insufficiency fractures of the femoral head in patients with living renal transplantation: A report of two cases.[19]」
- 2017年 - European Journal of Orthopaedic Surgery & Traumatology「Blood metal ion concentrations in metal-on-metal total hip arthroplasty.[20]」
- 2018年 - Hip International「Incidence of osteonecrosis and insufficiency fracture of the hip and knee joints based on MRI in 300 renal transplant patients.[21]」
- 2018年 - European Journal of Orthopaedic Surgery & Traumatology「Custom-made, antibiotic-loaded, acrylic cement spacers using a dental silicone template for treatment of infected hip prostheses.[22]」
- 2018年 - 整形・災害外科 Vol.61「腎移植患者における骨粗鬆症に対するデノスマブの有効性と安全性の検討」
- 2020年 - 臨床整形外科 Vol.55「腎移植後にみられる大腿骨頭軟骨下脆弱性骨折（特集：新しい概念"軟骨下脆弱性骨折"からみえてきたこと）」
- 2020年 - MB orthop. Vol.33「腎移植後の大腿骨頭壊死症と大腿骨頭軟骨下脆弱性骨折の発生率と鑑別（特集：大腿骨頭壊死症－最近の進歩）」
- 2020年 - 関節外科 Vol.39（9）「変形性膝関節症に対するBiologic healing専門クリニックの実際とエビデンス構築（特集：幹細胞・PRP・衝撃波−Biologic healingのエビデンス）」
- 2022年 - 関節外科 Vol.41（5）「変形性膝関節症に対するバイオセラピ－におけるSYNAPSE VINCENTを用いた関節軟骨評価」
- 2022年 - 関節外科 Vol.41（11）「変形性膝関節症に対するPFC-FD注射におけるMRI三次元自動解析ソフトウェアを用いた軟骨評価 －単回注射vs. 3回注射－」
- 2023年 - Knee Surgery, Sports Traumatology, Arthroscopy「Freeze-dried noncoagulating platelet-derived factor concentrate is a safe and effective treatment for early knee osteoarthritis.」
- 2023年 - 整形・災害外科 Vol.66 (12)　「変形性膝関節症に対するバイオセラピー（特集：変形性関節症の病態に迫る―疾患修飾による治療を展望して）」
- 2024年 - 関節外科 Vol.43（4）「スポーツを契機に発症した半月板損傷に対するPFC-FD注射の治療成績」
- 2024年 - 関節外科 Vol.43（10）「変形性膝関節症に対するバイオセラピー前後の軟骨体積の変化率－MRI 3D解析（特集：外来でできる運動器疾患に対する最先端保存療法）」
- 2025年 - 関節外科 Vol.44（9）「PRP療法が効く人って？（特集：膝関節疾患の外来診療テクニック）」

## 学会発表（筆頭演者）
- 1999年 - 第595回関東整形災害外科学会月例会「特異なMRI像を呈した陳旧性硬膜外血腫による両下肢不全麻痺の1例」
- 1999年 - 平成11年度秋季群馬県医学会「透析導入二年後に発症した多発性異所性石灰化の一例」
- 2007年 - 第638回関東整形災害外科学会月例会「長期血液透析患者に発生した両側大腿骨頚部insufficiency fractureの1治験例」
- 2007年 - 第34回日本股関節学会学術集会「Cairdの予測因子を用いた小児股関節炎の検討」
- 2008年 - 第38回日本人工関節学会学術集会「特発性大腿骨頭壊死症におけるセメントレスBipolar型人工骨頭置換術の中・長期成績」
- 2008年 - 第643回関東整形災害外科学会月例会「20度エレベートライナーの使用が原因で頻回の脱臼を生じ再置換術に至ったTHAの1例」
- 2008年 - 第47回日本小児股関節研究会「Cairdの予測因子を用いた単純性,化膿性股関節炎の検討」
- 2008年 - 第57回東日本整形災害外科学会学術集会「単純性,化膿性股関節炎の検討－単純性股関節炎の臨床像とCairdの予測因子を用いた両者の鑑別について－」
- 2008年 - 第35回日本股関節学会学術集会「筋皮弁で良好な経過を得た難治性化膿性股関節炎の4例」
- 2009年 - 第39回日本人工関節学会学術集会「下肢人工関節置換術（膝,股）後の静脈血栓塞栓症予防に使用した各種抗凝固剤別の術後血清D-dimer値の意義」
- 2009年 - 第36回日本股関節学会学術集会「腎移植後患者における大腿骨頭・顆部骨壊死の発生率－10年前との比較－」
- 2010年 - 第8回Chiba Osteonecrosis Conference「単純性股関節炎からペルテス病に進展したと推察された一例」
- 2010年 - 第83回日本整形外科学会学術総会「単純性股関節炎の臨床像および化膿性股関節炎との鑑別」
- 2010年 - 第83回日本整形外科学会学術総会「難治性化膿性股関節炎に対する筋皮弁法の経験」
- 2010年 - 第11回千葉股関節研究会「成人化膿性股関節炎における慢性化の要因と筋皮弁移植術の有用性」
- 2010年 - 第657回関東整形災害外科学会関東地方会「単純性股関節炎からペルテス病に進展したと推察された一例」
- 2011年 - 第84回日本整形外科学会学術総会「成人化膿性股関節炎における慢性化の要因と筋皮弁移植術の有用性」
- 2011年 - 第9回Chiba Osteonecrosis Conference「特発性大腿骨頭壊死症と鑑別が困難な2症例」
- 2011年 - 第38回日本股関節学会学術集会「成人化膿性股関節炎における慢性化の要因と筋皮弁移植術の有用性」
- 2011年 - 第12回千葉股関節研究会「第3世代metal on metal THA症例における血清中金属イオン濃度とコンポーネント設置角度、患者背景因子の関係」
- 2012年 - 第42回日本人工関節学会学術集会「特発性大腿骨頭壊死症に対するセメントレスbipolar型人工骨頭置換術の術後平均15年成績と手術方法の検討」
- 2012年 - 第39回日本股関節学会学術集会「第3世代metal on metal THA症例における血清中金属イオン濃度とコンポーネント設置角度,活動性,患者背景因子の関係」
- 2013年 - 第13回千葉股関節研究会「生体腎移植症例における両股・両膝MRI所見－大腿骨頭・顆部骨壊死の発生率および大腿骨頭内abnormal intensityの検討－」
- 2013年 - 第86回日本整形外科学会学術総会「第3世代メタルオンメタル人工股関節置換術症例における血中金属イオン濃度とコンポーネント設置角度,活動性,患者背景因子の関係」
- 2013年 - 第86回日本整形外科学会学術総会「生体腎移植症例における両股・両膝MRI所見－大腿骨頭・顆部骨壊死の発生率および大腿骨頭内abnormal intensityの検討－」
- 2013年 - 第40回日本股関節学会学術集会「生体腎移植270症例の大腿骨頭・膝骨壊死の発生率－両股・両膝MRIを用いた前向き研究－（シンポジウム）」
- 2014年 - 第14回千葉股関節研究会「メタルオンメタルTHAにおける血清中金属イオン濃度に関する前向き研究－術後2年報告－」
- 2014年 - 第44回日本人工関節学会学術集会「第3世代metal-on-metal THA症例における血清中金属イオン濃度に関する前向き研究」
- 2014年 - 第87回日本整形外科学会学術総会「メタルオンメタルTHAにおける血清中金属イオン濃度に関する前向き研究」
- 2014年 - 第63回東日本整形災害外科学会学術集会「感染性人工股関節の治療と工夫－カスタムメイド人工骨頭型抗菌薬含有セメントの使用経験－（シンポジウム）」
- 2014年 - 第41回日本股関節学会学術集会「トモシンセシスを用いたPelvic incidence計測の信頼性」
- 2014年 - 第5回東京股関節鏡勉強会「鏡視下診断に難渋した股関節唇ガングリオンの1例」
- 2015年 - 第15回千葉股関節研究会「トモシンセシスを用いた股関節臼蓋被覆計測の有用性」
- 2015年 - 第88回日本整形外科学会学術総会「股関節における臼蓋前方被覆の計測方法‐トモシンセシスvs False Profile像－」
- 2015年 - 第6回関東股関節鏡勉強会「FAI症例に対するトモシンセシスの応用」
- 2016年 - 第7回関東股関節鏡勉強会「DISHによる股関節痛に対して施行した関節鏡視下手術の1例」
- 2016年 - 第16回千葉股関節研究会「生体腎移植症例における大腿骨頭軟骨下脆弱性骨折の検討－大腿骨頭壊死症との鑑別－」
- 2016年 - 第89回日本整形外科学会学術総会「生体腎移植320例における両股・両膝MRI前向き調査－骨壊死と脆弱性骨折の発生率と両者の鑑別－」
- 2016年 - 第89回日本整形外科学会学術総会「立位トモシンセシス矢状断像を用いた臼蓋前方被覆と骨盤矢状面パラメーターの関係調査」
- 2016年 - 第8回関東股関節鏡勉強会「ボーダーライン寛骨臼形成不全に合併した股関節唇石灰化症に関節鏡視下手術を施行した1例」
- 2016年 - 第43回日本股関節学会学術集会「寛骨臼形成不全診断におけるトモシンセシスの有用性」
- 2016年 - 第43回日本股関節学会学術集会「骨盤傾斜角とTHAカップ前開き角の姿勢に伴う変化の関係－トモシンセシス矢状断像を用いた検討－」
- 2016年 - 第44回日本関節病学会学術集会「生体腎移植症例における大腿骨頭軟骨下骨脆弱性骨折の検討－MRIを用いた前向き調査－（シンポジウム）」
- 2017年 - 第9回関東股関節鏡勉強会「DISHに対する股関節“再”鏡視下手術の経験」
- 2017年 - 第46回関東股関節懇話会「関節鏡視下手術を施行した88歳FAIの1例」
- 2017年 - 第90回日本整形外科学会学術総会「生体腎移植患者における骨粗鬆症に対するデノスマブの有効性と安全性の検討」
- 2017年 - 第90回日本整形外科学会学術総会「股関節領域に対するトモシンセシス撮影の臨床応用」
- 2018年 - 第91回日本整形外科学会学術総会「特発性大腿骨頭壊死症に対するセメントレスbipolar型人工骨頭置換術の術後平均20年成績と手術適応」
- 2018年 - 第91回日本整形外科学会学術総会「原発性骨粗鬆症と腎移植後二次性骨粗鬆症に対するデノスマブの有効性と安全性の比較検討」
- 2018年 - 第91回日本整形外科学会学術総会「感染性人工股関節に対するカスタムメイド人工骨頭型ALACの治療成績と作製時の工夫」
- 2018年 - 第91回日本整形外科学会学術総会「腎移植300症例における大腿骨頭軟骨下脆弱性骨折の検討－MRIを用いた前向き研究－（シンポジウム）」
- 2019年 - 第18回日本再生医療学会総会「自由診療として行う膝関節領域再生医療の現状と課題（シンポジウム）」
- 2020年 - 第19回日本再生医療学会総会「変形性膝関節症に対するBiologic therapyのエビデンス構築と社会理解の醸成（シンポジウム）」
- 2020年 - 第93回日本整形外科学会学術総会「変形性膝関節症に対する脂肪組織由来間葉系幹細胞（ASC）の関節腔内注射の治療成績」
- 2020年 - 第93回日本整形外科学会学術総会「変形性膝関節症に対する血小板由来成分濃縮物-凍結乾燥（PFC-FD）の関節腔内注射の治療成績」
- 2021年 - 第94回日本整形外科学会学術総会「変形性膝関節症に対するバイオセラピーにおけるMRI三次元画像解析ワークステーションを用いた関節軟骨の評価」
- 2022年 - 第21回日本再生医療学会総会「変形性膝関節症に対するPFC-FD療法－SYNAPSE VINCENTを用いた関節軟骨評価－」
- 2022年 - 第95回日本整形外科学会学術総会「変形性膝関節症に対するPFC-FD関節内注射におけるMRI三次元自動解析ソフトウェアを用いた関節軟骨評価－単回注射vs. 3回注射－」
- 2022年 - 第2回日本Knee Osteotomy & Joint Preservation研究会「バイオセラピー単独治療の臨床成績（パネルディスカッション）」
- 2023年 - 第22回日本再生医療学会総会「変形性膝関節症に対するバイオセラピーの患者立脚型評価－2年成績－」
- 2023年 - 第96回日本整形外科学会学術総会「スポーツを契機に発症した半月板損傷に対するPFC-FD単回注射の治療成績（シンポジウム）」
- 2024年 - 第23回日本再生医療学会総会「変形性膝関節症に対する血小板由来成分濃縮物-凍結乾燥（PFC-FD）関節内注射における患者報告アウトカム」
- 2024年 - 第3回日本Knee Osteotomy & Joint Preservation研究会「早期変形性膝関節症に対するPFC-FD関節内注射は安全で効果的な治療である」
- 2025年 - 第98回日本整形外科学会学術総会「変形性膝関節症に対する脂肪由来幹細胞(ASC)と凍結乾燥血小板由来成分濃縮物(PFC-FD)注射における3D MRIを用いた軟骨評価」

## 講師・講演
- 2011年 - Meet the specialist in Urology ＆ Orthopedics「腎移植患者における大腿骨頭・顆部骨壊死の発生率 -10年前との比較-」（東京）

- 2014年 - 河田町セミナー「トモシンセシスを用いた股関節臼蓋被覆計測の有用性」（東京）
- 2015年 - 久光製薬情報担当者勉強会「外来におけるノルスパンテープの使用経験」（東京）
- 2019年 - 透析患者における虚血性心疾患・末梢動脈疾患を考える会「CKD患者における骨粗鬆症・骨壊死・脆弱性骨折 -最近の知見-」（東京）
- 2019年 - 東京整形外科セミナー「変形性膝関節症に対する疼痛対策の展望」（東京）
- 2020年 - 順天堂大学スポーツ医学・再生医療講座 ASC治療勉強会「変形性膝関節症に対する脂肪組織由来間葉系幹細胞（ASC）注射」（WEB）

- 2021年 - 第1回日本Knee Osteotomy & Joint Preservation研究会 イブニングセミナー「バイオセラピー専門施設の実際－EBMの構築と社会理解の醸成に向けての取り組み－」（兵庫）
- 2025年 - 日本臓器製薬株式会社東海北陸支店3課社内研修会「整形外科開業医における変形性膝関節症に対する疼痛管理」（静岡）
- 2025年 - セルソース株式会社社内セミナー「PRP注射の適応とインフォームドコンセント」（WEB)
- 2025年 - 久光製薬株式会社医薬情報担当者研修会「運動器疼痛に対する薬物療法」（静岡）
- 2025年 - CellSource WEBセミナー「PFC-FDってどう使うの？－PRPのトピックスと4000膝の経験から見えてきたICのリアルー」（WEB)

## 略歴
- 1972年 - 東京都で生まれる
- 1998年 - 杏林大学医学部 卒業
- 1998年 - 東京女子医科大学病院[2] 整形外科 入局
- 1999年 - 伊勢崎佐波医師会病院 整形外科
- 2000年 - 東名厚木病院 整形外科
- 2000年 - 勝田台病院 整形外科
- 2001年 - 博慈会記念総合病院 整形外科
- 2002年 - 東京女子医科大学病院 麻酔科・救命救急センター 助教
- 2003年 - 東大和病院 整形外科
- 2006年 - 東京女子医科大学病院 整形外科 助教
- 2017年 - 東京女子医科大学病院 整形外科 准講師
- 2018年 - 東京女子医科大学病院 整形外科 非常勤講師、大宮ひざ関節症クリニック 院長
- 2024年 - 医療法人社団瑞芳会石垣内科医院 おおつる整形外科医院[1]院長

## 資格・その他
- 2005年 - 日本整形外科学会認定 整形外科専門医[23]
- 2007年 - 厚生労働省認定 臨床研修指導医
- 2015年 - 日本股関節学会 学術評議員
- 2016年 - 医学博士（乙第2899号　東京女子医科大学）
- 2025年 - 身体障害者福祉法第15条指定医（肢体不自由）
- 2025年 - 日本専門医機構認定 整形外科専門医

## 学術雑誌による顕彰
- 2025年 - WILEY Top Viewed Article / ”Freeze-dried noncoagulating platelet-derived factor concentrate is a safe and effective treatment for early knee osteoarthritis.” Knee Surgery, Sports Traumatology, Arthroscopy

## 所属学会
- 日本整形外科学会
- 日本股関節学会
- 日本再生医療学会

## 専門分野
- 下肢関節疾患
- バイオセラピー（再生医療）